# 밤으로의 긴 여로 (희곡)

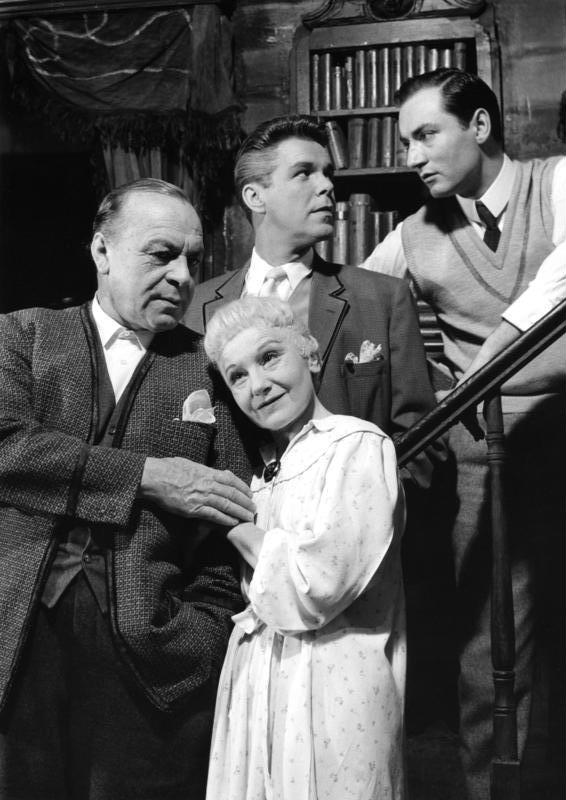

《밤으로의 긴 여로》(Long Day's Journey into Night)는 미국의 대표적 극작가 유진 오닐의 사후(死後)에 발표된 대표적인 작품이다. 1940년을 전후해서 완성되었다고 하나 발표는 1955년에 그의 미망인의 손에 의해 이루어졌다. 한마디로 해서 오닐 자신의 자서전적인 작품인데 주인공 에드먼드는 바로 젊은날의 오닐 자신이라고 보여진다. 한국에서는 오화섭 역, 이해랑 연출로 '한국연극연구소'(1962), 극단 '신협'(1971. 10) 등에 의하여 상연된 바 있다.

## 개요
젊은 에드먼드는 퇴직한 배우인 아버지와 신경증 때문에 정신의 안정을 얻지 못하는 어머니, 그리고 겉보기에 매우 거칠고 술주정뱅이인 형 사이에서 내성적인 성격을 달래고 있다. 그는 폐를 앓고 있는데 저축해 둔 것이 있는 아버지이지만 원래 구두쇠라서 시설이 좋은 요양소에 그를 보내기를 주저하고 있다. 이것을 잘 알고 있는 어머니나 형은 그런 아버지를 몹시 비판하나 그들은 그들대로의 마음 속 고민이 축적되어, 이 가족을 에워싼 눈에 보이지 않는 망령(亡靈)의 그림자는 집요하기 짝이 없다. 이런 가운데서 결국 어머니가 좌절하고 그것을 고통스런 마음으로 지켜보는 아버지와 형, 그리고 에드먼드는 모두가 다 자신의 고독을 뼈저리게 느낀다.  과거가 망령처럼 현재를 지배하고 있는 이 정신의 불모상(不毛相)을 오닐은 곧잘 그렸지만 여기서는 그것이 일종의 연민을 동반하여 작자의 깊이 있는 눈에 어김없이 포착되어 있다.